# Diplurodes inundata
Diplurodes inundata là một loài bướm đêm trong họ Geometridae.